# جیووانی البر

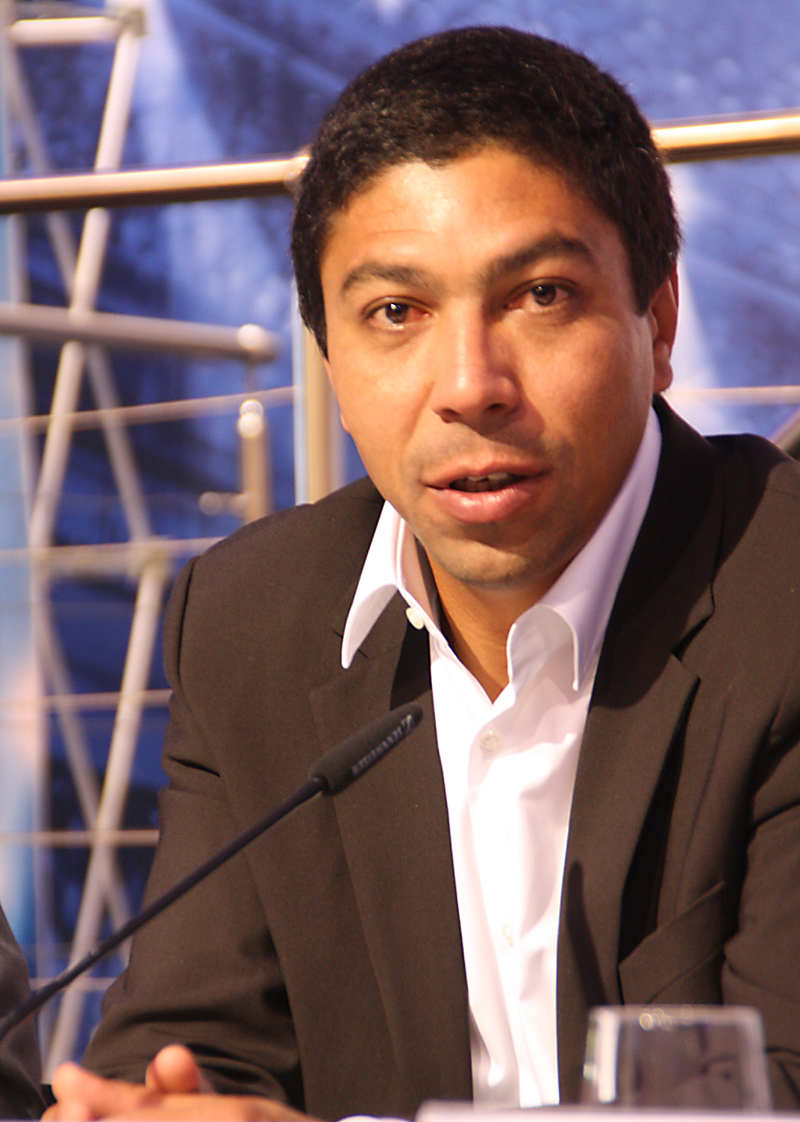

جیووانی البر (Giováne Elber) با نام اصلی Elber de Souza «البر دسوزا» (زادهٔ ۲۳ ژوئیه ۱۹۷۲) بازیکن فوتبال بازنشسته برزیلی و یکی از موفق‌ترین گلزنان خارجی تاریخ بوندس لیگا است.

## آغاز فوتبال
البر فوتبال را از شهر زادگاهش لوندرینا شروع کرد. در سال ۱۹۹۱ به زوریخ در کشور سوئیس رفت و در سال ۱۹۹۴ با تیم فوتبال گراس‌هاپر زوریخ آقای گل، بهترین بازیکن خارجی و قهرمان لیگ سوئیس شد.

## اشتوتگارت
جیوانی البر پس از آن به آلمان رفت و سه فصل در اشتوتگارت بازی کرد و به همراه کراسیمیر بالاکوف و فردی بوبیچ مثلث طلایی خط حمله این تیم را شکل داد.
البر به همراه همبازیانش جام حذفی فوتبال آلمان را در سال ۱۹۹۷ بالای سر برد.

## بایرن مونیخ
دوران طلایی فوتبال این بازیکن برزیلی در شهر مونیخ سپری شد. از ژوئیه ۱۹۹۷ تا اگوست ۲۰۰۳ البر همواره در ترکیب ثابت این تیم حاضر بود. مهاجمان زیادی در طول این سال‌ها در خط حمله بایرن مونیخ حضور داشتند: علی دایی، کارستن یانکر، الکساندر زیکلر، روکه سانتا کروز و … اما امید گلزنی این تیم همواره این برزیلی بود.
البر با به ثمر رساندن ۹۲ گل در ۱۶۹ بازی برای این تیم و در مجموع (بایرن مونیخ و اشتوتگارت) ۱۳۳ گل در ۲۵۶ بازی در بوندس لیگا رکورد دار گلزنی در این لیگ معتبر است.
البر در تیم بایرن مونیخ چهار بار قهرمان بوندس لیگا (۱۹۹۹ – ۲۰۰۰ – ۲۰۰۱ – ۲۰۰۳)، سه بار قهرمان جام حذفی (۱۹۹ – ۲۰۰۰ – ۲۰۰۳)، یک بار قهرمان جام باشگاه‌های اروپا (۲۰۰۱) و یک بار نایب قهرمان جام باشگاه‌های اروپا (۱۹۹۹) شد.
او همچنین در سال ۲۰۰۳ آقای گل بوندس لیگا شد و در مجموع ۲۴ گل برای این تیم در لیگ قهرمانان اروپا و ۱۵ گل در جام حذفی آلمان به ثمر رساند.

## تیم ملی برزیل
حضور مهاجمان نامداری چون رونالدو، روماریو، ببتو، ادموندو و رونالدینیو در دوران بازیگری البر موجب شد، او شانس زیادی برای پوشیدن پیراهن تیم ملی کشورش نداشته باشد. تنها ۱۵ بازی ملی و ۷ گل ملی در کارنامه البر ثبت شده‌است.

## سال‌های کنونی
البر پس از به خدمت گرفتن روی ماکای توسط باشگاه بایرن مونیخ و به توصیه اوتمار هیتسفلد سرمربی وقت این تیم، بایرن را ترک و به المپیک لیون رفت و در فصل ۲۰۰۴ با این تیم قهرمان لیگ و جام حذفی فرانسه شد. سال بعد بازگشت کوتاهی به آلمان و تیم بروسیا مونشن گلادباخ داشت که با مصدومیتی شدید مواجه شد و یک سال‌ونیم را دور از میادین فوتبال گذراند.
البر پس از آن به کروزیرو رفت و در این تیم، دوران فوتبال حرفه‌ای خود را به پایان رساند.